# 五街道

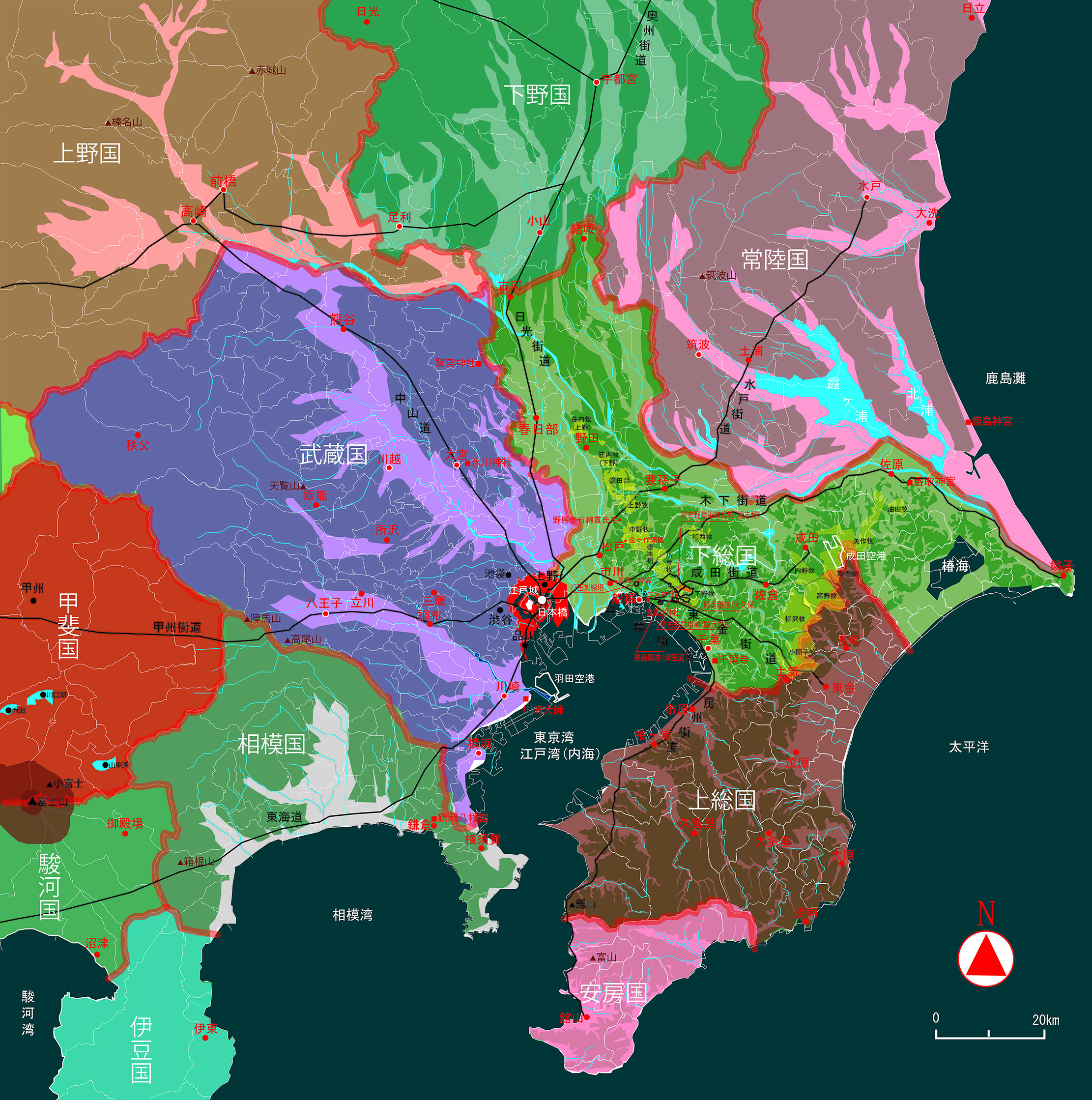
江戸から延びる五街道と他の街道

五街道（ごかいどう）は、江戸時代の江戸・日本橋を起点に伸びる東海道、中山道、日光道中、奥州道中、甲州道中の五つを指した陸上幹線道である。1601年（慶長6年）に徳川家康が全国支配のために江戸と各地を結ぶ以下の5つの街道を整備し始め、2代将軍秀忠の代になって基幹街道に定められた。

## 五街道（ごかいどう）

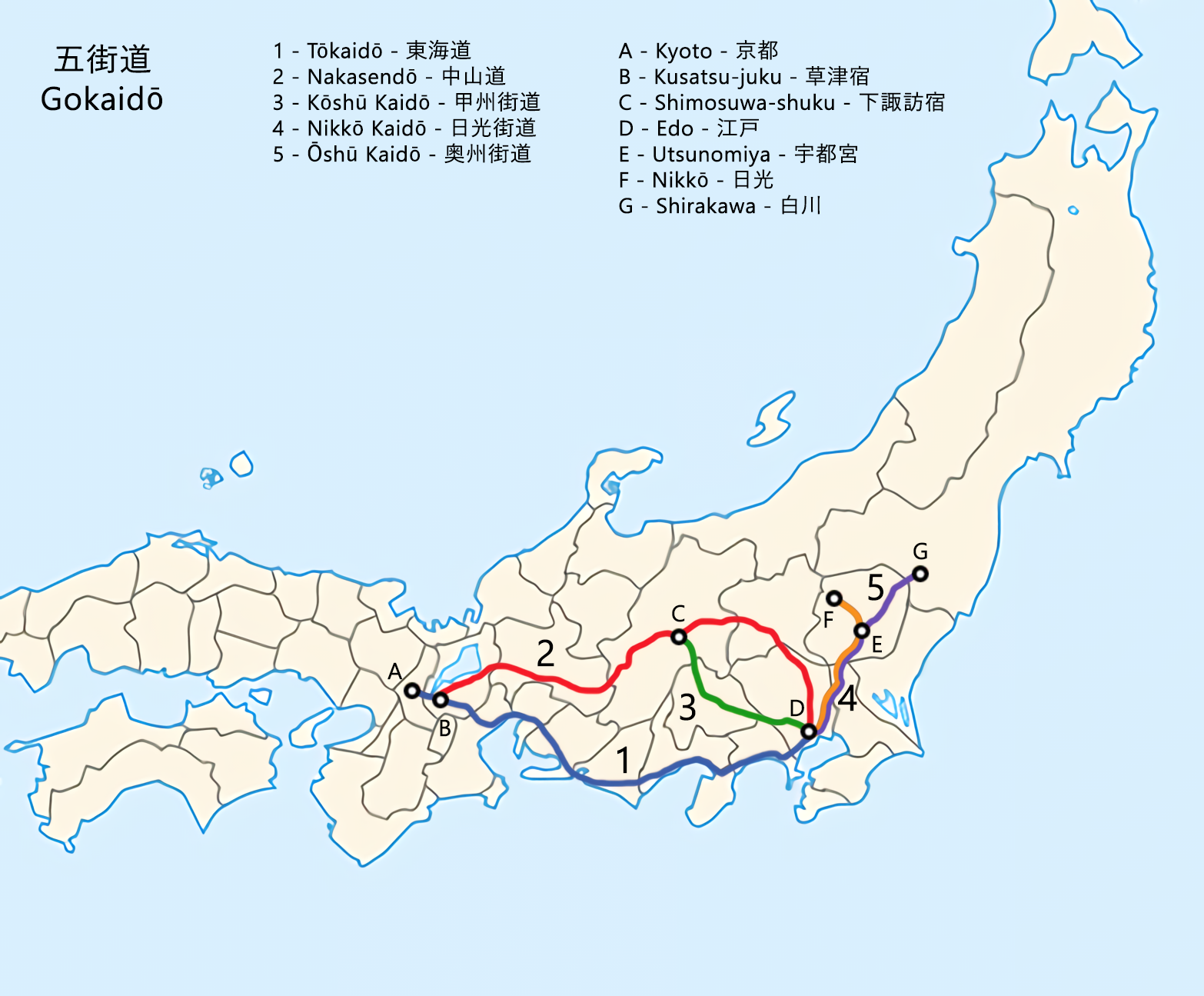
五街道の地図

1601年（慶長6年）、関ヶ原の戦いで覇権を握った徳川家康は、政治支配力を強めるために、道路制度の改革と整備に乗り出し、朱印状によって各宿場に伝馬の常備を義務付け、道幅を広げて宿場を整備し、一里塚を設けるなどの街道の整備を着々と進め、砂利や砂を敷いて路面を固めたり、松並木を植えるなどが行われた。
五街道として定められたのは、徳川幕府（江戸幕府）2代将軍の秀忠の代になってからのことで、1604年（慶長9年）に日本橋を五街道の起点として定め、幕府安泰のために江戸を防衛することを目的として、街道の要所に関所を置いて通行人を取り締まった。秀忠は、政治的・軍事的に重要な五街道を幕府直轄とし、一里（約4 km）ごとに一里塚を築いて、街道沿いに並木を植えることを命じた。街道は、東海道、日光街道（日光道中）、奥州街道（奥州道中）、中山道、甲州街道（甲州道中）の順に整備された。1659年（万治2年）以降は新たに設置された道中奉行の管轄に置かれた。五街道の正式名称が定められたのは1716年（享保元年）である。
南北に架けられた日本橋からは南へ、東海道と甲州街道が重複し、現在の警視庁前桜田門交差点から分かれた。日本橋から北へは、奥州街道・日光街道、中山道が重複して伸びて、浅草橋で奥州・日光街道と中山道とに分かれた。奥州街道と日光街道の分岐点はさらに遠く北にあり、宇都宮で分かれた。五街道の第一宿場である品川宿・内藤新宿・板橋宿・千住宿は日本橋から2里（約8 km）以内の所にあり、「江戸四宿（えどしじゅく）」とよばれ江戸の玄関口となった。
東海道(東海道五十三次)
1624年（寛永元年）完成。江戸・日本橋から小田原、駿府、浜松、宮、桑名、草津を経て、京都・三条大橋までの五十三次（約500 km）。江戸幕府のある江戸から帝の座す京都までの始点から終点までの五十五地点を結ぶ道。延長部にあたる京街道 (大坂街道)の4宿も加えて、五十七次ともいう。
日光街道（日光道中）
1636年（寛永13年）頃完成。日本橋から、千住、宇都宮、今市を経て、日光までの二十一次。
奥州街道（奥州道中）
1646年（正保3年）完成。日本橋から宇都宮まで日光街道（重複区間）を経て、宇都宮より陸奥・白河までの二十七次。日本橋から宇都宮までの17宿は日光街道と重複する。函館に至る延長部あり。
中山道(中山道六十九次)
1694年（元禄7年）完成。 中仙道とも表記する。江戸幕府のある日本橋から高崎、下諏訪、木曽路の妻籠を経て、草津までの六十七次。草津、大津の2宿を加えて帝の座す京都までの六十九次ともいう。
甲州街道（甲州道中）
1772年（明和9年）完成。日本橋から、内藤新宿、八王子、甲府を経て、下諏訪で中山道に合流する四十三次。
江戸時代の東海道・日光街道・奥州街道・中山道・甲州街道を合わせた五街道の総延長は、幕末期の五街道の実態調査資料である『宿村大概帳』の集計から379里27町31間（1493.5キロメートル）あったとされる。 

### 宿駅制度

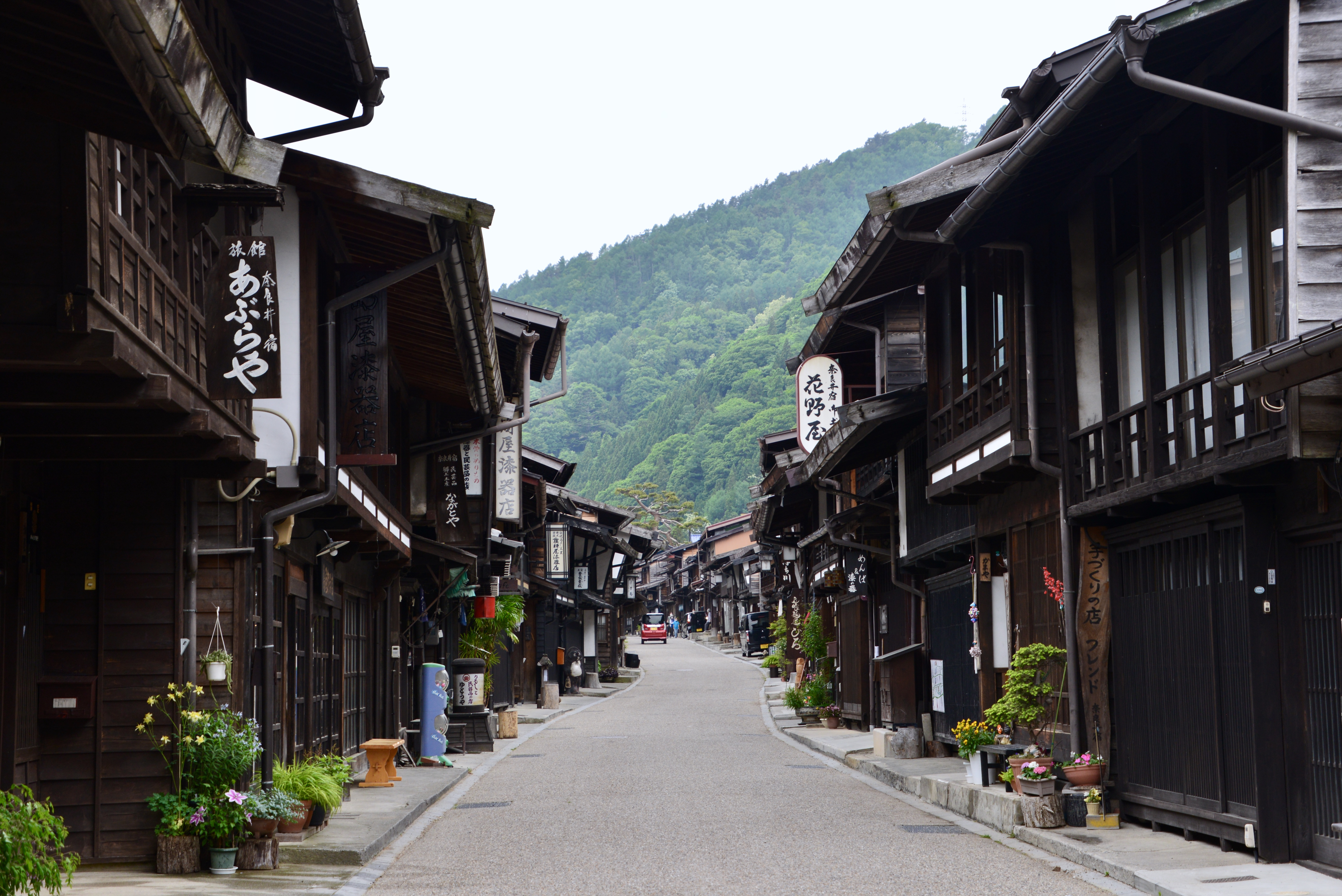
中山道・奈良井宿（長野県塩尻市）

東海道をはじめとする五街道のすべてには、適当な間隔に宿場を置いて、各宿場に人足と荷駄用の馬（伝馬）を一定数常備し、幕府公用の役人の荷物運搬にあたらせた。各宿場には、幕府から幕府公用のための人馬提供を命じられたが、その見返りとして宿場経営の権利が与えられ、一般客の宿泊や荷物逓送で生計を立てることが許された。各街道の交通量に従って宿場に常備する人馬の数が定められており、例えば東海道では一宿場につき人足100人と馬100疋、中山道では人足50人・馬50疋、甲州街道では人足25人・馬25疋というように異なった。これら人馬常備の負担は大きく、宿場関係者や沿道地元民を苦しめ、宿場の維持に苦労した。江戸時代後期の道中奉行である石川忠房は、文政5年（1822年）に地元民から再三嘆願されていた中山道・安中宿の人馬提供数の負担を半減させる宿駅制度の改革を行うなど、それまでの宿駅制度について改革を実行されたりもしたが、時代の推移とともに一般人の旅行者が増えるに従って、幕府御用の交通量も増えていったことから、これに対応する助郷制度が作られるなど沿線住民の負担は増える一方であった。結局、幕府御用の輸送を沿線住民がすべて負担するというこれら幕府の特権制度について、幕府が抜本的な改革を行うことがなかったため解消されることはなく、幕藩体制が消滅して明治時代に入るまでの間続いた。そのため、多大な負担が課せられた宿駅制度が幕府崩壊の一因でもあるともいわれている。

### 幕府の取り締まりと街道の発展
五街道のなかでも、江戸幕府が最も重要視したのは東海道で、「入鉄砲出女」とよばれる交通政策がとられ、とりわけ関所における取り締まりが厳しかった。入鉄砲とは、江戸に武器が入ってくることの取り締まりを指し、出女とは、参勤交代制度のために、人質として江戸に住まわせた諸大名の妻子らが、江戸から脱出させないために監視することを指す。
五街道は、それに付属する脇街道とともに参勤交代などの公用のために幕府によって整備された道であったが、参勤交代によって宿場をはじめとする街道筋に大きな経済効果をもたらし、やがて庶民の寺社巡りや温泉旅行にも利用されるようになり、ますます栄えていった。

### 街道の規格・構造

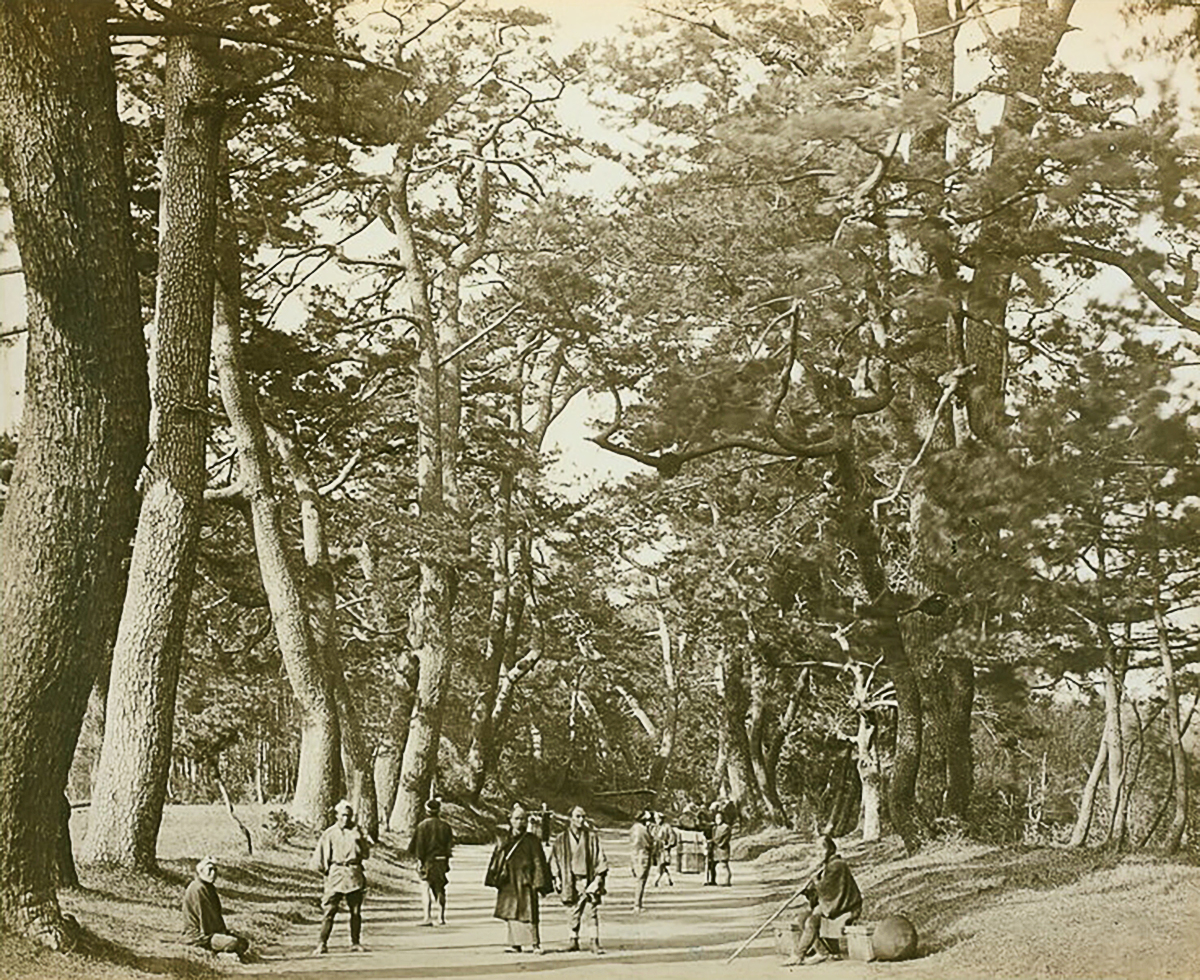
幕末における東海道の松並木

慶長9年（1604年）の布令には、徳川幕府2代将軍秀忠により諸国に道路をつくるべきとあり、関東・奥州や木曽路を含めてその広さを5間、一里塚は5間四方と『当代記』には記されている。その他の資料にも道幅は5間と記されているものが多くあるが、並木敷きを含むかについては街道を建設する上での疑問があり、江戸時代中期の寛政元年（1789年）に並木敷きを両側9尺以上確保した上で道幅は2間以上あればよいとの回答文書が出されている。
五街道の実態については、江戸時代末期に発行された『宿村大概帳』という現代の道路台帳に匹敵する資料に詳しく残されており、標準的な道幅はおおよそ3間から4間（5.4 - 7.2メートル）、江戸に近いところでは5間（9メートル）というところが多い。また、駿府城や浜松城の付近には道幅6 - 8間（10.8 - 14.4メートル）というところもみられ、箱根峠、宇津ノ谷峠、鈴鹿峠などの山間部では道幅2間（3.6メートル）とされている。坂道の勾配については、山道以外のところで最大10 - 13パーセント、箱根峠で最大30 - 35パーセント程度あったとの調査結果が出されている。

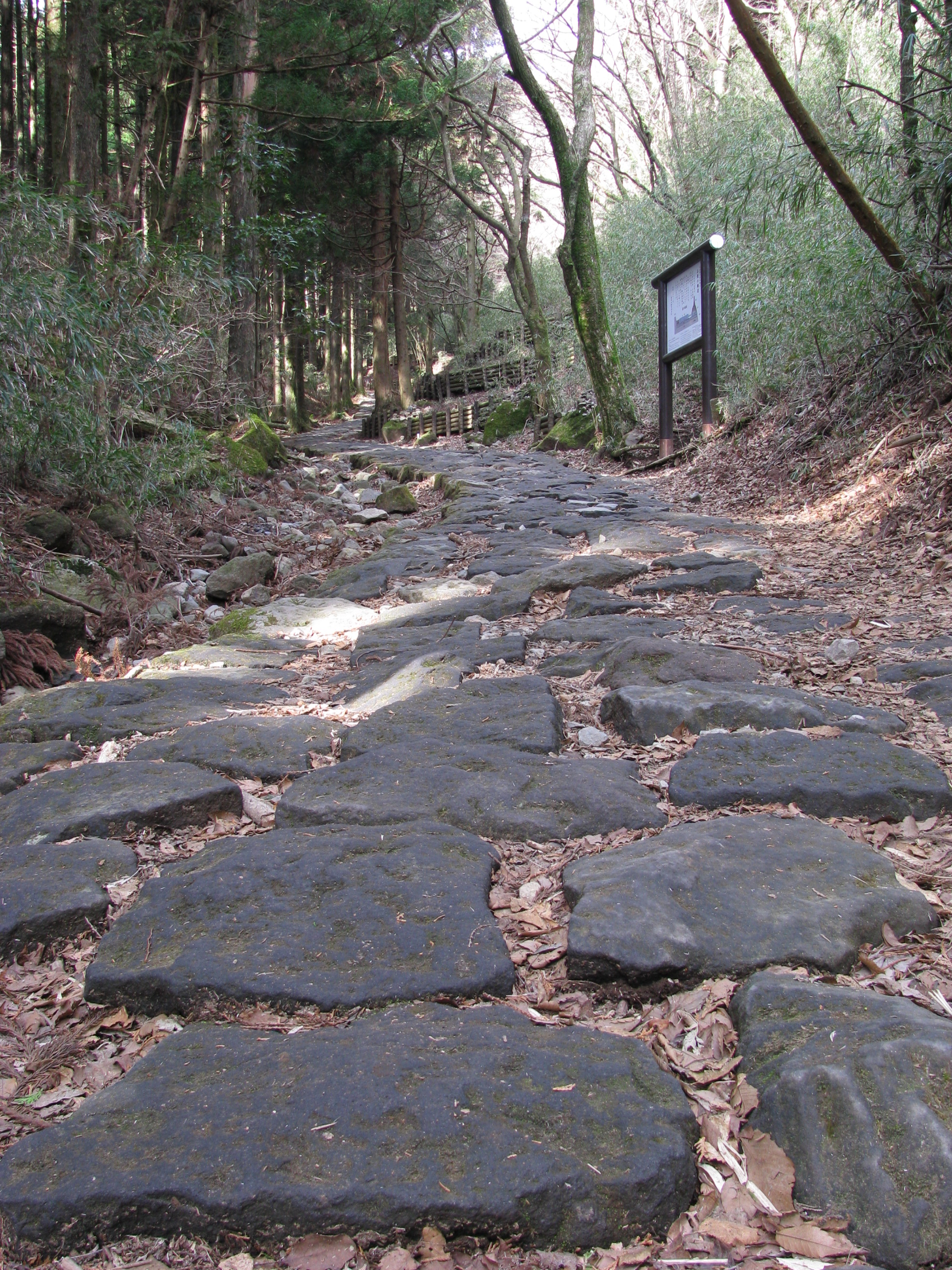
箱根旧街道の石畳

路面構造は、馬車が発展しなかった江戸時代において徒歩を基準としており、徳川幕府3代将軍家光の時代にあたる慶安元年（1648年）、江戸市街の「道路築方並びに浚方」に道路の補修方法について出された布令には、道路の悪いところに浅草砂に海砂を混ぜた上質砂で敷きならして中高に築き、道路の溝が停滞しないように浚うことと指示されている。このほか、運送が盛んだった伏見 - 京都間や大津 - 京都間の街道では牛車用の車道と人馬道を歩車分離の考え方で区分し、2条の輪道に花崗岩の厚板の車石を敷き並べ、牛道には砂利を敷きならした。江戸時代後期にあたる文久3年（1863年）の14代将軍家茂上洛の際には、箱根の山道を改修して丸石で舗装したという記録が残されており、現在の箱根の旧街道にも往時の石畳がよく残されている。
幕末期に来日したイギリス駐日公使オールコックは、東海道を指して道路の整備状況について、道幅が広く平坦で、十分に砕石で突き固められていて、両側の並木により通行者を日差しから守り、ヨーロッパの最も立派な道と比肩する大変高い価値のあるものと評価している。

### 維持管理
五街道を総括管理していたのは道中奉行で、日常的な管理組織の基準はあきらかではないが、原則的に道中奉行が街道の維持管理の執行を沿道の宿村に割り当てて、その執行責任を負わせた。交通量によっては沿道地区村で間に合わない場合があり、沿道に直接接しない周辺の村々にも割り当てが及び、その割り当てられたそれぞれの区間を掃除丁場（そうじちょうば）といった。村々から掃除丁場までの距離は、大半は1里未満であったが、最も遠いところでは5里というところも見られ、5里以上離れた村への割り当ては見られていない。こうした村々への割り当ては助郷制度にも見られ、割り当てられた村は重複していたと推察されている。ただし、峠越えなどの山中では形式上は沿道村負担としながらも、実質的に藩主負担としていたり、沿道の実情に合わせて配慮がなされていたとみられている。
また、並木の管理は沿道の宿村には任されず、その土地の管理区分に従って幕府直轄地では代官が、私領地では大名が責任を負った。

### 街道並木

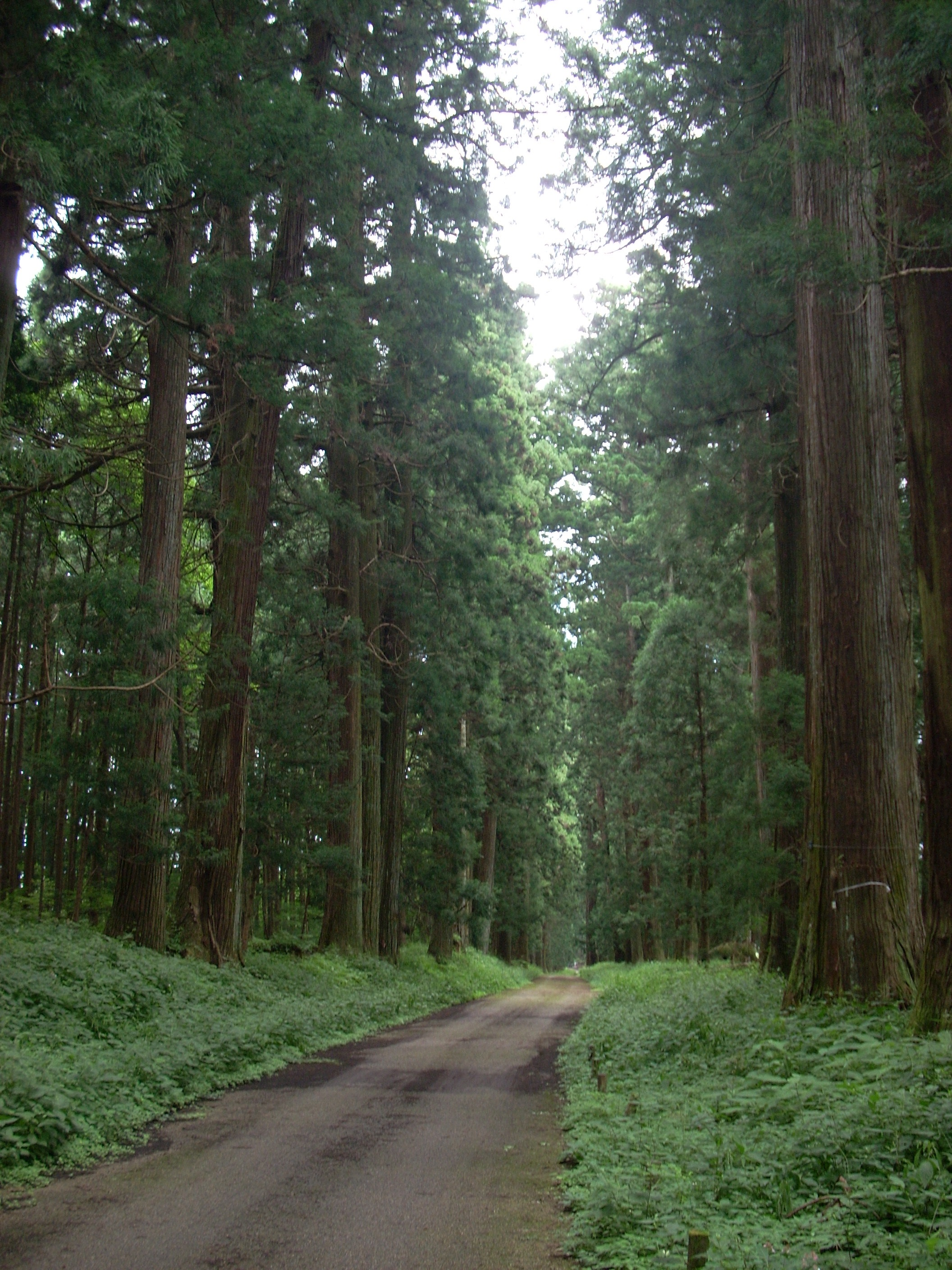
日光杉並木（栃木県日光市）

五街道では並木が植えられており、樹種は植えられている場所の標高によって異なり、平地では松が大部分を占め、杉・竹・落葉樹などがそれに続くが、標高が高くなるに従って杉と竹が割合を多く占めた。植えられ方については道の左右片側だけの場合や、両側に揃っていた場合などまちまちで、場所によっては並木が存在していなかったところもあったと見られている。設置した当初の目的を示す史料は見つかっておらず、はじめは通行者の便宜のために植えられたものと考えられている。しかし、時代の経過とともに設置の目的も変化しており、街道設置からおよそ160年後にあたる江戸時代中期の宝暦12年（1762年）の布達「東海道筋並木之儀」では、並木とその周辺の田畑との間に定杭を立てるように指示が出されていて、並木が街道の幅を確保するための手段となっていることを伺わせている。
日光街道杉並木は別な目的で植えられた例であり、松平正綱が主君家康の菩提を弔うために、自費で20年以上の歳月をかけて植え続けたものである。
現在では並木のほとんどは昭和時代に入って国道の拡幅工事などで伐採されてしまい、当時の街道の状態を残している場所、とりわけ並木がある街道で往時の面影を残すものは少ないが、日光杉並木や草加松原などは当時の状況を視覚的によく残す貴重な歴史的遺産となっており、「日本の道100選」にも選定されている。

### その他の五街道の解釈と定義
江戸幕府が上記五路をもって五街道としていた旨は、明治新政府が編纂した古事類苑地部道路の概説にもあり、これには以下の趣旨が書かれている。
- 徳川幕府は、江戸を起点とする東海道、中山道、日光道中、奥州道中、甲州道中を五街道と称したこと
- 五街道のほか、水戸佐倉街道、伊勢路、中国路等を本海道と称したこと
- その他の支路を脇往還と称すること

実際には、江戸幕府が作成した伝馬宿拝借銭覚という書で日光道中と奥州道中を一つに合わせて佐倉街道をその書内で挙げていたり、また驛肝録も同様に佐倉街道を挙げながらもそれを水戸道中と称したりと、常に一貫した用い方がなされていた訳でもない。
なお、千住宿から派生して途中まで道中奉行の管轄下にあった水戸街道（水戸道中）を五街道に加えるという考え方も存在し、『地方凡例録』では途中宇都宮宿まで日光街道と重複する奥州街道を除いて水戸街道を加えている。また、文化8年（1811年）には江戸幕府が五街道に加えて水戸街道及びその脇街道であった佐倉街道（成田街道）を七街道としてその発着地の確認が行われている。ただし、道中奉行支配の地域は水戸街道は松戸宿まで、佐倉街道は八幡宿までと街道全体から見ても短い区間に限定されており、水戸・佐倉両街道は日光・奥州両街道の脇街道と位置づけられるのが通説である。

「五街道」とは東海道など5幹線およびそれに付属する街道も含んでおり、5つの幹線を「五街道」と呼んでいたというよりは、道中奉行の管轄する街道の道筋を網羅した道筋の総称が「五街道」だったとの意見もある。
| 街 道 名 | 起 点      | 終 点  | 距離(km) | 宿駅数 | 宿駅間平均距離（km） | 区間数 |
| -------- | ---------- | ------ | -------- | ------ | -------------------- | ------ |
| 東海道   | 江戸日本橋 | 大阪   | 575      | 58     | 9.7                  | 59     |
| 中山道   | 江戸日本橋 | 草津   | 530      | 67     | 7.8                  | 68     |
| 日光道中 | 江戸日本橋 | 日光   | 150      | 21     | 6.8                  | 22     |
| 奥州道中 | 宇都宮     | 白河   | 084      | 09     | 8.4                  | 10     |
| 甲州道中 | 江戸日本橋 | 下諏訪 | 214      | 22     | 9.3                  | 23     |
| 計       | 計         | 計     | 1553     | 177    | 8.5                  | 182    |

### 現在に受け継がれる五街道

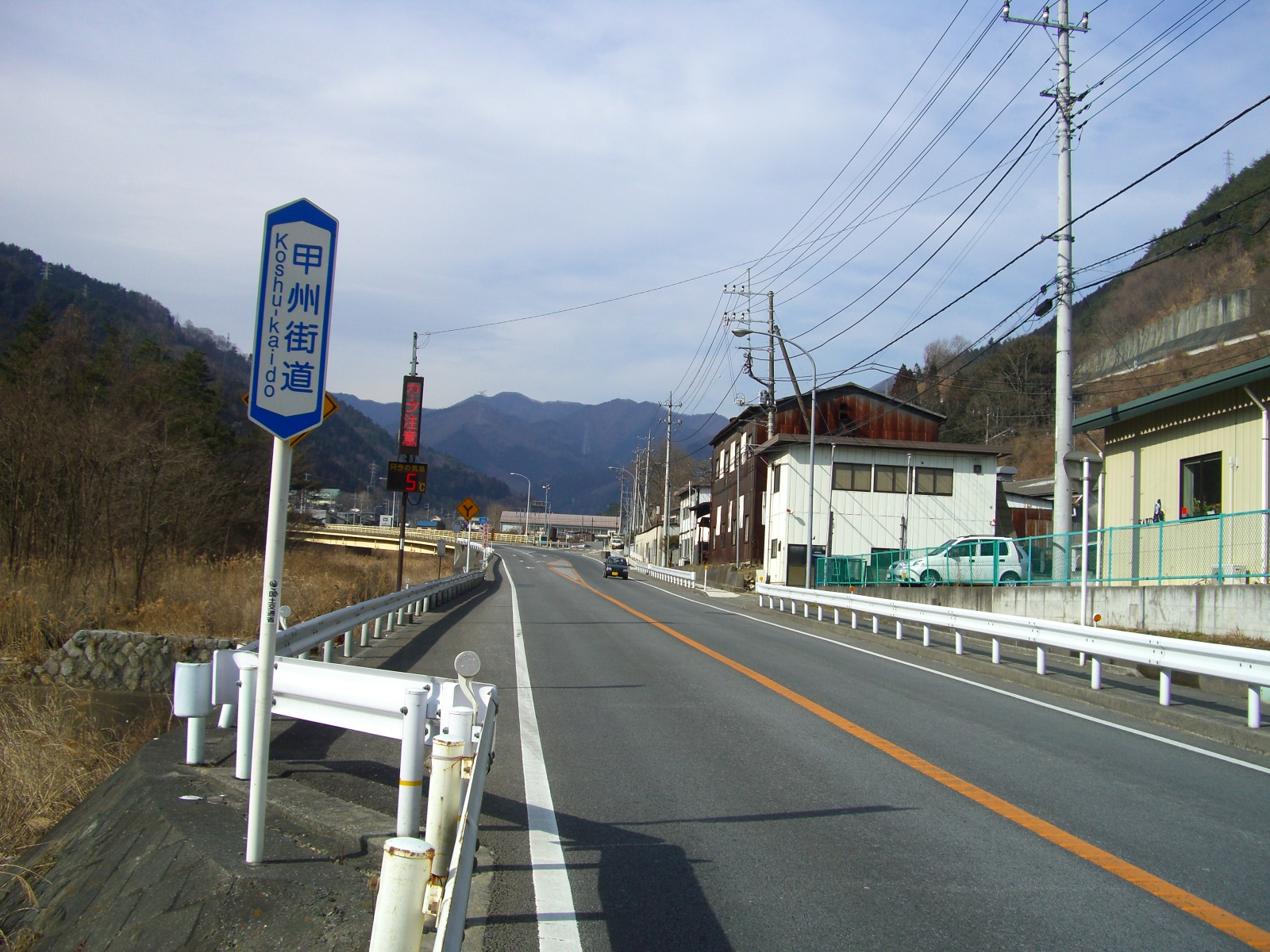
現在でも通称「甲州街道」とよばれる国道20号（山梨県大月市）

江戸時代に整備された五街道は、明治維新により幕藩体制が崩壊した後も新政府によって国道の経路に指定されて、その道筋は現在の一般国道にも受け継がれている。東海道は国道1号に、中山道は国道17号・国道18号・国道142号・国道20号・国道19号・国道21号・国道8号の7本の路線に、日光街道は国道4号と国道119号に、奥州街道は国道4号に、甲州街道は国道20号にそれぞれ機能している。当時の松並木や一里塚の大部分は失われたが、随所には当時の宿場や並木、一里塚が残されており、往時の面影を見ることができる。

## 五街道以外の主要街道
五街道から分岐する主要街道のことを脇街道（脇往還）とよぶ。五街道の付属街道として万治2年（1659年）に道中奉行の管轄にあった。五街道に付属していた街道は「佐屋路・美濃路・例幣使街道・壬生通・水戸佐倉道・本坂通などのほか日光法成道」があった。
- 佐屋路：東海道宮宿（熱田宿）から桑名宿に至る街道。東海道の七里の渡しを迂回し、宮宿から、佐屋路の佐屋宿までの陸路、佐屋宿から木曽川の三里の渡しを経て東海道桑名宿に至る。
- 美濃路：東海道宮宿（熱田）から中山道垂井宿に至る街道。東海道の鈴鹿峠・七里の渡し、中山道の太田の渡し等の難所を迂回できた。
- 日光例幣使街道：中山道倉賀野から日光へ至る街道。
- 壬生通：日光街道小山宿（の北の喜沢追分）から壬生宿・鹿沼宿を経由して日光街道今市宿へ至る道。日光西街道。
- 水戸街道：日光街道・奥州街道の脇街道。江戸から仙台まで太平洋岸をたどる街道を総称して「浜街道」といい、徳川御三家のひとつが置かれていた水戸までを「水戸街道」と称する。
- 佐倉道：中央より佐渡に通じる陸海路。古代の駅路は北陸道で小路。海路は越前敦賀津より渡船し，越中亘理湊 (わたりみなと) を経て佐渡にいたる。近世には脇街道として，中山道より分岐する北国，三国の両街道，日光・奥州道中より分岐する会津街道などがあった。 (→北国街道 ,　三国街道 )
- 本坂通：東海道見附宿と御油宿を結ぶ街道である。浜名湖の北側、本坂峠を経由して道程約60キロメートル。中世以降、本坂峠を経由したことから本坂越、本坂道、本坂街道などと呼ばれた。 幕末頃から姫街道の呼称が見られている。
- 日光御成道：将軍が日光東照宮参詣の為に利用した街道。本郷追分で中山道から分かれ、岩淵宿や岩槻を経由して幸手で日光街道と合流する。「日光御成街道」、「岩槻街道」とも呼ばれる。

五街道の枝道、また古街道として脇往還が設置され、勘定奉行の管轄に置かれた。
- 伊勢参宮街道：日本の各方面から伊勢神宮への参拝道として整備された街道。伊勢街道・伊勢本街道・参宮街道と呼ばれる。
- 伊勢路：伊勢国・伊勢神宮から熊野三山へ通じる参詣道で、熊野古道のひとつ。『東海道中膝栗毛』にも登場する。古くからの交通路で「伊勢へ七度、熊野へ三度」と呼ばれる信仰の路であった。
- 中原街道：江戸から平塚間をほぼ直線につなぐ脇往還として沿道の農産物等の運搬や旅人の最速ルートとして利用された。東海道は大名行列が通る為、その煩わしさを嫌う庶民が利用した。
- 川越街道：中山道の脇街道。板橋宿より川越城に至る。現在の川越街道は1941年（昭和16年）に新道として整備されたもので、宿場のあった川越街道は旧川越街道などと称され、区間によっては平行している。
  - 川越児玉往還：川越街道を往還として呼ぶ場合、川越街道と川越城下から上州藤岡へ至る「児玉街道」を総称して川越児玉往還と指定された。児玉街道は川越街道の延長路に当たるため、便宜的に両者を総称して川越街道と呼称することもある。
- 鎌倉街道：鎌倉に直通できるように作られた軍事道路。上道・中道・下道があった。
- 大山街道：神奈川県大山参りへの街道。
- 北陸道：北国街道から加賀国金沢、近江国木之本を経て中山道に至る。
- 北国街道：中山道追分宿から分かれ、善光寺を経て越後国高田へ至る街道。
- 三国街道：中山道高崎宿から分かれ、越後国寺泊へ至り、佐渡国へ渡る街道。現在は国道17号が通る。
- 京街道 (大坂街道)：東海道終点の京（三条大橋）から大坂へ向かう街道。
- 大和の古道：大和地方を貫通する飛鳥・奈良時代の街道。
- 高野街道：京、大坂から高野山への参詣道。
- 西国街道：京から大坂を経由せずに下関へ向かう街道。江戸時代における山陽道の呼称で、公称中国道。幕府の道中奉行が管轄した五街道に次ぐ重要な道であった。
- 奥州街道（延長部）：道中奉行直轄の白河以南の延長部にあたり、最終的に函館まで至る主要街道。主に奥州街道の名称が多く使われ、そのほかに陸羽街道・江戸海道・松前道・外が浜道など様々に呼称する場合がある。
- 羽州街道：中桑折宿から小坂峠・金山峠を越えて山形、秋田から青森へ至る街道。
- 会津西街道：日光街道の今市宿から会津の若松城下へ至る街道。下野街道とも呼称され、会津や出羽国・越後国の藩が、参勤交代時に使用した重要な街道である。
- 米沢街道：若松城下から米沢城下へ向かう街道。会津街道とも呼ばれていた。
- 山陰道：京から丹波を経て山陰地方へ向かう街道。
- 金毘羅街道：金刀比羅宮への参詣道。
- 讃岐街道：讃岐国に至る街道。
- 土佐街道：土佐国に至る街道。
- 日光脇往還：甲州街道八王子から日光へ向かう日光街道の脇往還。
- 秩父往還：中山道熊谷宿から秩父大宮を経て甲州甲府へ至る街道。
- 長崎街道：山陽道につながる豊前小倉から長崎へ到る街道。
- 薩摩街道：長崎街道より分岐し、山家宿から鹿児島城に至る街道
- 飯田街道：徳川家康によって作られた、尾張名古屋から信州飯田に至る街道。
- 東金御成街道：将軍が鷹狩をする為に土井利勝によって造成された街道。船橋から上総国東金へ至る。初代家康から三代家光までが下向した。
- 佐渡路：
- 塩の道：海岸から山中へ海産物を運ぶために使用された道の総称。特に中部地方の塩の道が有名。